# Jean-Vigo-Preis

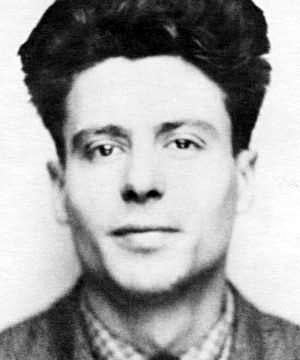
Jean Vigo, Namensgeber des Preises

Der Jean-Vigo-Preis (Prix Jean-Vigo) ist ein französischer Filmpreis.

## Geschichte
Der Jean-Vigo-Preis wird seit 1951 als Hommage an den Filmregisseur Jean Vigo verliehen. Ins Leben gerufen wurde er von Claude Aveline, dem Testamentsvollstrecker von Jean Vigo, Vigos Tochter Luce Vigo sowie einer Reihe von Filmemachern. Mitglieder der ersten Jury 1951 waren unter anderem Jacques Becker, Jean Cocteau, Paul Gilson, Georges Sadoul und Luce Vigo.
Der Preis zeichnet Filme „für ihren Erfindungsreichtum, ihre Originalität und ihre geistige Unabhängigkeit [aus]“. Ziel der Auszeichnung sei, „einen zukünftigen Autor an[zu]erkennen, durch ihn eine Leidenschaft und ein Geschenk [zu] entdecken“, so die Jury 2018.
Von 1951 bis 1959 wurde der Preis für einen Lang- oder Kurzfilm vergeben. Ab 1960 wird ein Lang- und ein Kurzfilm ausgezeichnet. Zudem gibt es den seit 2008 unregelmäßig vergebenen Ehrenpreis (prix Jean Vigo d’honneur) für das Lebenswerk.

## Preisträger bis 1959
- 1951: La montagne est verte – Regie: Jean Leherissey – Kurzfilm
- 1952: La grande vie – Regie: Henri Schneider
- 1953: Der weiße Hengst (Crin blanc) – Regie: Albert Lamorisse – Kurzfilm
- 1954: Auch Statuen sterben (Les statues meurent aussi) – Regie: Alain Resnais
- 1955: Zola – Regie: Jean Vidal – Kurzfilm
- 1956: Nacht und Nebel (Nuit et brouillard) – Regie: Alain Resnais – Kurzfilm
- 1957: Léon la lune – Regie: Alain Jessua – Kurzfilm
- 1958: Les femmes de Stermetz – Regie: Louis Grospierre – Kurzfilm
- 1959: Die Enttäuschten (Le beau Serge) – Regie: Claude Chabrol

## Preisträger ab 1960

### Langfilme
- 1960: Außer Atem (À bout de souffle) – Regie: Jean-Luc Godard
- 1961: Die Haut und die Knochen (La peau et les os) – Regie: Jean-Paul Sassy und Jacques Panuel
- 1962: Der Krieg der Knöpfe (La guerre des boutons) – Regie: Yves Robert
- 1963: Sterben für Madrid (Mourir à Madrid) – Regie: Frédéric Rossif
- 1964: Das schöne Leben (La belle vie) – Regie: Robert Enrico
- 1965: Fait à Coaraze – Regie: Gérard Belkin
- 1966: Die Schwarze aus Dakar (La noire de …) – Regie: Ousmane Sembène
- 1967: Wer sind Sie, Polly Maggoo? (Qui êtes-vous Polly Maggoo?) – Regie: William Klein
- 1968: Der Sprung (O salto) – Regie: Christian de Chalonge
- 1969: Nackte Kindheit (L’enfance nue) – Regie: Maurice Pialat
- 1970: Hoa-Binh – Regie: Raoul Coutard
- 1971: Mauern aus Ton (Remparts d’argile) – Regie: Jean-Louis Bertuccelli
- 1972: Continental Circus – Regie: Jérôme Laperroussaz
- 1973: Absences répétées – Regie: Guy Gilles
- 1974: Ein Mann der schläft (Un homme qui dort) – Regie: Bernard Queysanne und Georges Perec
- 1975: Pauls Geschichte (L’histoire) – Regie: René Féret
- 1976: Der rote Steckbrief (L’affiche rouge) – Regie: Frank Cassenti
- 1977: Paradiso – Regie: Christian Bricout
- 1978: Bako – Das andere Ufer (Bako, l’autre rive) – Regie: Jacques Champreux
- 1979: Certaines nouvelles – Regie: Jacques Davila
- 1980: Liebe im Mai (Ma blonde, entends-tu dans la ville?) – Regie: René Gilson
- 1981: Le jardinier – Regie: Jean-Pierre Sentier
- 1982: Das verheimlichte Kind (L’enfance secret) – Regie: Philippe Garrel
- 1983: nicht vergeben
- 1984: Vive la sociale! – Regie: Gérard Mordillat
- 1985: Tee im Harem des Archimedes (Le thé au harem d’Archimède) – Regie: Mehdi Charef
- 1986: Maine Océan Express (Maine océan) – Regie: Jacques Rozier
- 1987: Verzehrende Flamme (Buisson ardent) – Regie: Laurent Perrin
- 1988: Die Komödie der Arbeit (La comédie du travail) – Regie: Luc Moullet
- 1989: China, mein Schmerz (Chine ma douleur) – Regie: Dai Si Jie
- 1990: Mona et moi – Regie: Patrick Grandperret
- 1991: Höllenglut (Le brasier) – Regie: Éric Barbier
- 1992: Paris erwacht (Paris s’éveille) – Regie: Olivier Assayas
- 1993: Les histoires d’amour finissent mal … en général – Regie: Anne Fontaine
- 1994: Glück (Trop de bonheur) – Regie: Cédric Kahn
- 1995: Vergiß nicht, daß du sterben mußt (N’oublie pas que tu vas mourir) – Regie: Xavier Beauvois
- 1996: Encore – Immer wieder die Frauen… (Encore) – Regie: Pascal Bonitzer
- 1997: Das Leben des Jesu (La vie de Jésus) – Regie: Bruno Dumont
- 1998: Dis-moi que je rêve – Regie: Claude Mourieras
- 1999: Verrückt nach Liebe (La vie ne me fait pas peur) – Regie: Noémie Lvovsky
- 2000: ex-æquo
  - Schnee von Gestern (De l’histoire ancienne) – Regie: Orso Miret
  - Die Schule der verlorenen Mädchen (Saint-Cyr) – Regie: Patricia Mazuy
- 2001: Candidature – Regie: Emmanuel Bourdieu
- 2002: Royal Bonbon – Regie: Charles Najman
- 2003: All die schönen Versprechungen (Toutes ces belles promesses) – Regie: Jean-Paul Civeyrac
- 2004: Quand je serai star – Regie: Patrick Mimouni
- 2005: Les yeux clairs – Regie: Jérôme Bonnell
- 2006: Le dernier des fous – Regie: Laurent Achard
- 2007: La France – Regie: Serge Bozon
- 2008: Nulle part, terre promise – Regie: Emmanuel Finkiel
- 2009: L’arbre et la forêt – Regie: Olivier Ducastel und Jacques Martineau
- 2010: Ein starkes Gift (Un poison violent) – Regie: Katell Quillévéré
- 2011: Les chants de Mandrin – Regie: Rabah Ameur-Zaïmeche
- 2012: Atomic Age (L’âge atomique) – Regie: Héléna Klotz
- 2013: L’enclos du temps – Regie: Jean-Charles Fitoussi
- 2014: Mange tes morts – Regie: Jean-Charles Hue
- 2015: Angst (La peur) – Regie: Damien Odoul
- 2016: Der Tod von Ludwig XIV. (La mort de Louis XIV) – Regie: Albert Serra
- 2017: Barbara – Regie: Mathieu Amalric
- 2018: ex-æquo
  - Shéhérazade – Regie: Jean-Bernard Marlin
  - Messer im Herz (Un couteau dans le cœur) – Regie: Yann Gonzalez
- 2019: Der flüssige Spiegel (Vif-Argent) – Regie: Stéphane Batut
- 2020: Énorme – Regie: Sophie Letourneur
- 2021: Petite Solange – Regie: Axelle Ropert
- 2022: Saint Omer – Regie: Alice Diop

### Kurzfilme
- 1960: … Enfants des courants d’air – Regie: Édouard Luntz
- 1961: nicht vergeben
- 1962: 10 juin 1944 – Regie: Maurice Cohen
- 1963: Am Rande des Rollfelds (La jetée) – Regie: Chris Marker
- 1964: La Saint-Firmin – Regie: Robert Destanque
- 1965: Fait à Coaraze – Regie: Gérard Belkin
- 1966: nicht vergeben
- 1967: nicht vergeben
- 1968: Désirée – Regie: Fernand Moszkowicz
- 1969: Le deuxième ciel – Regie: Louis-Roger
- 1970: La passion selon Florimond – Regie: Laurent Gomes
- 1971: Les derniers hivers – Regie: Jean-Charles Tacchella
- 1972: nicht vergeben
- 1973: Le soldat et les trois sœurs – Regie: Pascal Aubier
- 1974: Septembre chilien – Regie: Bruno Muel und Théo Robichet
- 1975: La corrida – Regie: Christian Broutin
- 1976: Caméra – Regie: Christian Paureilhe
- 1977: nicht vergeben
- 1978: nicht vergeben
- 1979: Nuit féline – Regie: Gérard Marx
- 1980: nicht vergeben
- 1981: nicht vergeben
- 1982: Lourdes, l’hiver – Regie: Marie-Claude Treilhou
- 1983: La fonte de Barlaeus – Regie: Pierre-Henri Salfati
- 1985: Épopine ou Le fer à repasser – Regie: Michel Chion
- 1986: Poussière d’étoiles – Regie: Agnès Merlet
- 1987: Pondichéry, juste avant l’oubli – Regie: Joël Farges
- 1988: Elle et lui – Regie: François Margolin
- 1989: Le porte-plume – Regie: Marie-Christine Perrodin
- 1990: Elli fat mat – Regie: Michel Such
- 1991: Das Leben der Toten (La vie des morts) – Regie: Arnaud Desplechin
- 1992: Des filles et des chiens – Regie: Sophie Fillières
- 1993: Faits et gestes – Regie: Emmanuel Descombes
- 1994: 75 cl Schicksal (75 centilitres de prières) – Regie: Jacques Maillot
- 1995: Tous à la manif – Regie: Laurent Cantet
- 1996: nicht vergeben
- 1997: Soyons amis! – Regie: Thomas Bardinet
- 1998: Offene Herzen (Les corps ouverts) – Regie: Sébastien Lifshitz
- 1999: Le bleu du ciel – Regie: Christian Dor
- 2000: Les filles de mon pays – Regie: Yves Caumon
- 2001: Der alte Traum lässt uns nicht los (Ce vieux rêve qui bouge) – Regie: Alain Guiraudie
- 2002: L’arpenteur – Regie: Michel Klein und Sarah Leonor
- 2003: La coupure – Regie: Nathalie Loubeyre
- 2004: La nuit sera longue – Regie: Olivier Torres
- 2005: La peau trouée – Regie: Julien Samani
- 2006: De sortie – Regie: Thomas Salvador
- 2007: Silêncio – Regie: F.J. Ossang
- 2008: Les paradis perdus – Regie: Hélier Cisterne
- 2009: Montparnasse – Regie: Mikhaël Hers
- 2010: La République – Regie: Nicolas Pariser
- 2011: La dame au chien – Regie: Damien Manivel
- 2012: ex-æquo
  - La règle de trois – Regie: Louis Garrel
  - La vie parisienne – Regie: Vincent Dietschy
- 2013: Le quepa sur la vilni! – Regie: Yann Le Quellec
- 2014: Inupiluk – Regie: Sébastien Betbeder
- 2015: Le dernier des Céfrans – Regie: Pierre-Emmanuel Urcun
- 2016: Le gouffre – Regie: Vincent Le Port
- 2017: Le film de l’été – Regie: Emmanuel Marre
- 2018: L’amie du dimanche – Regie: Guillaume Brac
- 2019: Raubt mich ruhig aus (Braquer poitiers) – Regie: Claude Schmitz
- 2020: Erste Abschiede (Un adieu) – Regie: Mathilde Profit
- 2021: König David – Regie: Lila Pinell
- 2022: Kindertotenlieder – Regie:  Virgil Vernier

## Ehrenpreis
- 2008: Jacques Doillon
- 2010: Otar Iosseliani
- 2011: Jean-Marie Straub
- 2012: Agnès Varda
- 2013: Léos Carax
- 2016: Paul Vecchiali
- 2017: Aki Kaurismäki
- 2018: Jean-François Stévenin
- 2019: Alain Cavalier
- 2020: Arnaud Larrieu und Jean-Marie Larrieu
- 2021: Claire Denis
- 2022: Jacques Nolot